# Palaquium luzoniense
Palaquium luzoniense är en tvåhjärtbladig växtart som först beskrevs av Fern.-vill., och fick sitt nu gällande namn av António José Rodrigo Vidal. Palaquium luzoniense ingår i släktet Palaquium och familjen Sapotaceae. IUCN kategoriserar arten globalt som sårbar. Inga underarter finns listade i Catalogue of Life.